# Amy Deasismont
Amy Linnea Deasismont (Jönköping; 15 de abril de 1992), más conocida como Amy Diamond, es una cantante sueca de música pop. Sus éxitos más grandes han sido las populares canciones "What's in It for Me", "Welcome to the City" y "Shooting Star" 2005. La primera fue también un éxito en los países vecinos: Dinamarca, Noruega y Finlandia.
En Dinamarca, fue la artista más joven en recibir el premio Nordic Music Award para el Mejor Éxito en los países nórdicos, por la canción "What's in It for Me".

## Biografía
Amy Diamond, nació en la ciudad Norrköping en Suecia el 15 de abril de 1992. Su padre es británico y su madre es sueca. Cuando sólo tenía 10 meses su familia se mudó a Inglaterra. Volvieron a Suecia cuando Amy tenía 4 años y medio. Amy tiene tres hermanas.
La primera actuación de Amy fue cuando tenía 8 años y en el musical “The Wizard of Oz”. Entre los 8 y 11 años Amy se unió al grupo de teatro y baile “All sorted Sweets” en la ciudad Jönköping en Suecia. Además durante este tiempo participó en varios musicales y obras de teatro. Amy apareció por primera vez en el show de talento (“Småstjärnorna”) en la televisión sueca en 2000. Cuando Amy tenía 11 años participó en el programa de talento “Super Troupers”.
Cuando el canal de televisión nacional de Suecia buscaba niños actores para la serie de drama llamado “Los afectados” la profesora de Amy en la escuela de drama pidió a Amy que hiciera una prueba para una parte. Amy aceptó y consiguió el papel.
La empresa discográfica Bonnier Amigo Music ofreció firmar un contrato con ellos. La canción “What´s in it For Me?” fue grabada en 1 hora y media (!) y luego Amy y su padre viajaron a Cuba para grabar su primer vídeo.
”What´s in it For Me?” fue lanzada en febrero de 2005 y llegó a ser la canción más tocada en Suecia en 2005. Amy también tuvo éxito en Noruega, Finlandia, Polonia y los países bálticos. Su primer álbum también fue lanzado en España, Alemania y Los Países Bajos. ”What´s in it For Me?” fue la canción más tocada en Polonia durante el verano del 2005.
Antes de hacerse famosa Amy solía practicar patinaje artístico. Comenzó cuando tenía 6 años. Cuando tenía 10 años avanzó a un grupo de chicos mayores que ella y comenzó a entrenar 6 días de la semana y competir todos los fines de semana.
En 2005 Amy salió de gira para promocionar su primer álbum.

## Premios
En 2005 Amy fue nominada para varios premios;
Fue la más joven en recibir nominaciones para premios Grammy (4 nominaciones en total). Mejor nueva artista, Mejor interpretación pop femenina, Grabación del año y Download del año.
La más joven en ser nominada para el premio Rockbjörnen en las categorías Mejor interpretación pop femenina, Mejor canción (2 Nominaciones)
La más joven en ser nominada y ganar premio en los Nordic Music Awards, (Hit nórdico).
La más joven en ser nominada y ganar premio en los NRJ Awards (Mejor artista femenina sueca y Mejor artista sueca) (3 Nominaciones en total -2 premios recibidos)(3era. nominación fue en la categoría Canción del año)
Además recibió el premio Canción del año en los Nickelodeon Award.
Amy también recibió el premio Mejor artista pop Internacional femenina de alto prestigio en Polonia en 2006 (The Popcorn Award).
El segundo álbum de Amy llamado “Still Me Still Now” fue lanzado en mayo de 2006 y obtuvo el disco de oro antes de salir a la venta. En el verano del 2006 Amy participó en la gira de “Diggiloo” y de nuevo apareció en los titulares. Esta vez por su magnífica interpretación de la canción “Je Ne Regrette Rien” de Edith Piaf.
El tercer álbum de Amy “Music In Motion” fue lanzado en 2008 y llegó a estar entre los top tres de las listas de álbum en Suecia. Amy tuvo la oportunidad de trabajar con producentes como Max Martin, Pete Davis y Alexander Kronlund.

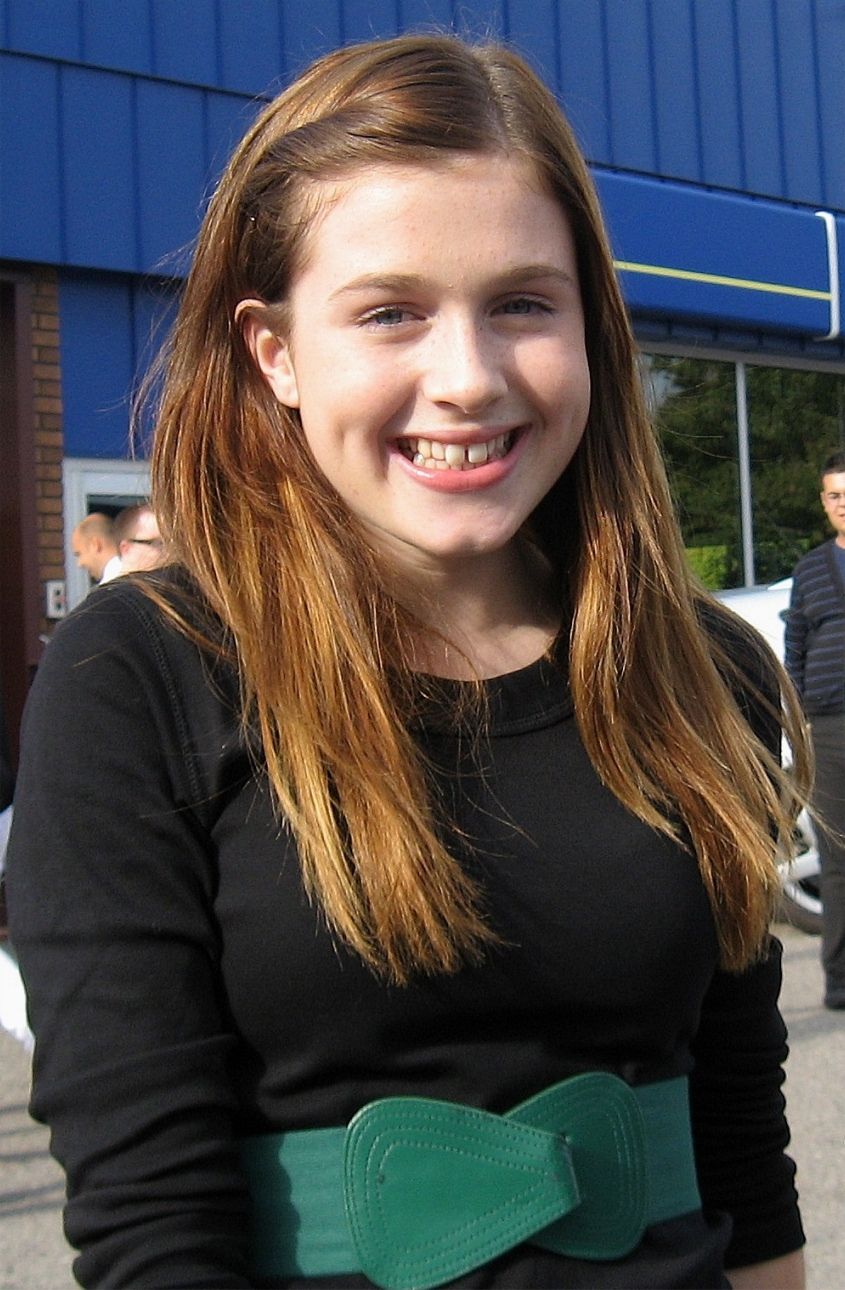
Amy Diamond en 2008.

## Discografía

### Álbumes
- This Is Me Now (2005)
- Still Me Still Now (2006)
- Music In Motion (2007)
- En helt ny jul (2008)
- Swings And Roundabouts (2009)
- Greatest Hits (2010)

### Sencillos
| Año  | Información                                      | Álbum                        | Notas                                   |
| ---- | ------------------------------------------------ | ---------------------------- | --------------------------------------- |
| 2005 | What's In It For Me - Released: 8 febrero 2005   | This Is Me Now               |                                         |
| 2005 | Welcome To The City - Released: 5 abril 2005     | This Is Me Now               |                                         |
| 2005 | Champion - Released: 15 junio 2005               | This Is Me Now               | Promo Only                              |
| 2005 | If I Ain't Got You - Released: 18 noviembre 2005 | This Is Me Now               | Promo Only                              |
| 2006 | Don't Cry Your Heart Out - Released: 10 May 2006 | Still Me Still Now           |                                         |
| 2006 | Big Guns - Released: 23 Aug 2006                 | Still Me Still Now           |                                         |
| 2006 | Life's What You Make It - Released: 23 Nov 2006  | Still Me Still Now           |                                         |
| 2007 | It Can Only Get Better - Released: 14 Feb 2007   | Still Me Still Now           |                                         |
| 2007 | Stay My Baby - Released: 26 Sept 2007            | Music In Motion              |                                         |
| 2007 | Is It Love - Released: 21 Dec 2007               | Music In Motion              |                                         |
| 2008 | Takes One To Know One - Released: 25 Mar 2008    | Music In Motion              |                                         |
| 2008 | Thank You - Released: 25 Jul 2008                | Music In Motion Gold Edition | Won 8th place in Melodifestivalen 2008  |
| 2008 | Domino - Released: 25 Oct 2008                   | Music In Motion Gold Edition |                                         |
| 2009 | Up - Released: 4 Mar 2009                        | Swings and Roundabouts       |                                         |
| 2009 | It's My life - Released: 24 Jun 2009             | Swings and Roundabouts       | Won 14th place in Melodifestivalen 2009 |
| 2009 | Bittersweet - Released: 15 Sep 2009              | Swings and Roundabouts       |                                         |
| 2009 | Fast Forward - Released: 3 Dec 2009              | Swings and Roundabouts       |                                         |
| 2010 | Brand New Day - Released: 4 Mar 2010             | Swings and Roundabouts       |                                         |
| 2010 | Heartbeats - Released: -                         | Swings and Roundabouts       | Promo Only                              |
| 2010 | Only You - Released: 24 Sep 2010                 | Greatest Hits                |                                         |
| 2010 | True Colors - Released: 26 Nov 2010              | Greatest Hits                |                                         |